# Знаки почтовой оплаты Украины (2009)
Знаки почтовой оплаты Украины (2009) — перечень (каталог) знаков почтовой оплаты (почтовых марок), введённых в обращение почтой Украины в 2009 году.
В 2009 году было выпущено 48 почтовых марок, в том числе 47 памятных (коммеморативных) почтовых марок и одна стандартная седьмого выпуска (2007—2011). Тематика коммеморативных марок охватила юбилеи выдающихся деятелей культуры, памятники архитектуры Украины, знаменательные даты, виды представителей фауны и флоры и другие сюжеты.
Все почтовые марки, введённые в обращение почтой Украины в 2009 году, напечатаны государственным предприятием «Полиграфический комбинат „Украина“».

## Список коммеморативных марок
Порядок следования элементов в таблице соответствует номеру по каталогу марок Украины на официальном сайте Укрпочты (укр. КМД УДППЗ «Укрпошта»), в скобках приведены номера по каталогу «Михель».
| № по каталогу | Изображение | Описание и источники | Номинал                              | Дата выпуска         | Тираж   | Художник          |
| --- | ----------- | --- | ------------------------------------ | -------------------- | ------- | ----------------- |
| № 981 (Mi #1023) |             | Блок «100 років Київському зоопарку». Папуга. с укр. — «Блок „100 лет Киевскому зоопарку“. Попугай». | 3,20 гривны                          | 20 февраля 2009 года | 100 000 | Оксана Тернавская |
| № 985 (Mi #1027) № 986 (Mi #1028)                                                                                                   |             | Зчіпка з двох марок «Збереження полярних регіонів та льодовиків»: «Антарктична станція Академік Вернадський»; «Льодовик». с укр. — «Сцепка из двух марок: - Антарктическая станция „Академик Вернадский“; - Ледник».     | 3,30 гривны                          | 18 марта 2009 года   | 95 000  | Владимир Таран    |
| № 1000 (Mi #1045) |             | Серія «Локомотивобудування в Україні»: «Електровоз серії ВЛ41». с укр. — «Серия „Локомотивостроение на Украине“: - Электровоз серии ВЛ41».                                                                               | 1,50 гривны                          | 26 октября 2009 года | 150 000 | Валерий Руденко   |
| № 1001 (Mi #1042) |             | Серія «Локомотивобудування в Україні»: «Електровоз серії ВЛ26». с укр. — «Серия „Локомотивостроение на Украине“: - Электровоз серии ВЛ26».                                                                               | 1,50 гривны                          | 26 октября 2009 года | 150 000 | Валерий Руденко   |
| № 1002 (Mi #1044) |             | Серія «Локомотивобудування в Україні»: «Тепловоз серії 2ТЭ116». с укр. — «Серия „Локомотивостроение на Украине“: - Тепловоз серии 2ТЭ116».                                                                               | 1,50 гривны                          | 26 октября 2009 года | 150 000 | Валерий Руденко   |
| № 1003 (Mi #1043) |             | Серія «Локомотивобудування в Україні»: «Тепловоз серії 2ТЭ121». с укр. — «Серия „Локомотивостроение на Украине“: - Тепловоз серии 2ТЭ121».                                                                               | 1,50 гривны                          | 26 октября 2009 года | 150 000 | Валерий Руденко   |
| № 1010 (Mi #1057) |             | «З Різдвом Христовим!». с укр. — «С Рождеством Христовым!». | 1,50 гривны                          | 9 декабря 2009 года  | 207 000 | Наталия Фандикова |
| № 1016 (Mi #1058) |             | «З Новим роком!». с укр. — «С Новым годом!». | 1,50 гривны                          | 9 декабря 2009 года  | 254 000 | Татьяна Нестерова |
| № 1017 (Mi #1059) |             | Серія «Виноробство в Україні»: «Сухолиманський білий». с укр. — «Серия „виноделие на Украине“: - Сухолиманский белый».                                                                                                   | 1,50 гривны                          | 17 декабря 2009 года | 132 000 | Оксана Тернавская |
| № 1018 (Mi #1060) |             | Серія «Виноробство в Україні»: «Мускат білий». с укр. — «Серия „виноделие на Украине“: - Мускат белый». | 1,50 гривны                          | 17 декабря 2009 года | 132 000 | Оксана Тернавская |
| Блок № 80 (Mi #bl.77) (№ 1020 (Mi #1062) № 1021 (Mi #1063) № 1022 (Mi #1064) № 1023 (Mi #1065) № 1024 (Mi #1066) № 1025 (Mi #1067)) |             | Блок «Мінерали України»: «Кварц»; «Сірка самородна»; «Топаз»; «Берил»; «Тигрове око»; «альфа-Керченіт». с укр. — «Блок „Минералы Украины“: - Кварц; - Сера самородная; - Топаз; - Берил; - Тигровый глаз; - α-Керченит». | 1,50 1,90 2,00 2,20 3,30 4,85 гривны | 23 декабря 2009 года | 100 000 | Лариса Мельник    |

## Седьмой выпуск стандартных марок (2007—2011)
В 2009 году была выпущена в обращение марка седьмой серии стандартных марок независимой Украины (2007—2011) номиналом 1,50 гривны.
| № по каталогу    | Изображение | Описание и источники         | Номинал     | Дата выпуска       | Тираж    | Художник          |
| ---------------- | ----------- | ---------------------------- | ----------- | ------------------ | -------- | ----------------- |
| № 987 (Mi #1029) |             | «Кахля». с укр. — «Изразец». | 1,50 гривны | 25 марта 2009 года | массовый | Наталия Фандикова |

## Комментарии
1. ↑  Коммеморативные марки — обобщённое название специальных художественных (памятных, юбилейных и других) почтовых марок. Для упрощения терминологии в случаях, когда требуется лишь подчеркнуть, что данная марка не является общеупотребляемой (то есть стандартной), под термином «коммеморативная марка» подразумевают, кроме перечисленных выше, также тематические (рисунки которых, посвящены определённой теме коллекционирования) марки. Также все упомянутые марки, объединённые термином «коммеморативная», имеют общую черту: как правило, такие марки изготовляются на высоком полиграфическом уровне[3].
2. ↑  Ниже приведён перечень памятных художественных марок (с возможностью сортировки по номиналу, тиражу и дате введения в обращение).
3. ↑  Печать офсетная с тиснением фольгой, художник и дизайнер — Владимир Таран. Марки напечатаны на марочных листах с художественно оформленными полями. На листах по 4 марки + 1 купон, расположенных по схеме 9 (3×3) марок: в верхнем и нижнем ряду марки № 985, № 986, № 985, в среднем ряду — две марки № 986 и между ними купон[9][10].